# اتوآرت

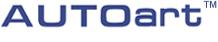
لوگوی رسمی برند اتوآرت(AutoArt)

AUTOart (اتوآرت) یک کمپانی خط تولید ماکت خودرو مدل دایکست کلکسیونی فلزی واقع در هنگ کنگ است که توسط AA) Collection Ltd) به فروش می‌رسد. این شرکت قبلاً متعلق به Gateway Global Ltd بود که در کوستا مسا، کالیفرنیا مستقر بود. ماکت‌های ۱:۱۸ این شرکت کیفیت بینظیری دارند و معروف و شناخته‌اند.

## تاریخ
اتوآرت در سال ۱۹۹۸ و با هدف تولید ماکت‌های دایکست کلکسیونی تأسیس شد. قبل از این کمپانی، از دیگر کمپانی‌های تولید ماکت دایکست که قبلاً همانند شرکت اتوآرت تصمیم به تولید این نوع ماکت خودرو کرده بودند بودند، می‌توان به Gateway Gate و UT Models اشاره کرد. دومین شرکت ماکت سازی به سبک دایکست(Die-cast) در اصل یک شرکت آلمانی بود که UT Models نام داشت و ماکت ماشینهای دایکست را در چین و با مدل آرت تولید می‌کرد. البته اتوآرت تنها ماکت‌های ماشین را به سبک دایکست را نمی‌سازد و به تازگی، ماکت‌های کامپوزیت را به صورت کاملاً اندک و محدود نیز تولید می‌کند. همچنین اتوآرت، در ساخت ماکت‌های سبک دایکست موتورسیکلت نیز مشهور است، اگرچه کیفیت این موتورسیکلت‌ها به اندازه کیفیت ماکت خودروها برتر نیست. این شرکت نیز مانند تمامی شرکت‌ها، ماکت‌های تولیدی را از گذشته به چند دسته تقسیم کرده‌است. ماکت‌های این شرکت در طول زمان به سری‌های مختلفی از جمله سری Millennium(میلینیم)، سری Performance(پرفورمنس)، سری Signature(سیگنچر) و سری Composite(کامپوزیت) تقسیم شده‌اند.
طراحان اتوآرت، از چند سال قبل تصمیم به تولید طرح‌هایی فاقد ماکت خودرو مانند خودکارهای ضربه گیر، جعبه‌های فیبر کربنی، یا زیرسیگاری و ساعت مچی یا ساعت دیواری را به شکل روتور ترمز دیسکی با کالیپر (کولیس) گرفتند و همچنین در سه مورد اول، طرح‌هایی با طرح لوگوی خودرو نیز تولید کردند. محبوب‌ترین اقلام اتوآرت، ماکت خودروهای تازه از جنس مواد کامپوزیتی در مقیاس ۱:۱۸ هستند که قیمتی در حدود ۲۵۰–۳۵۰ دلار آمریکا دارند.

## مدل‌ها

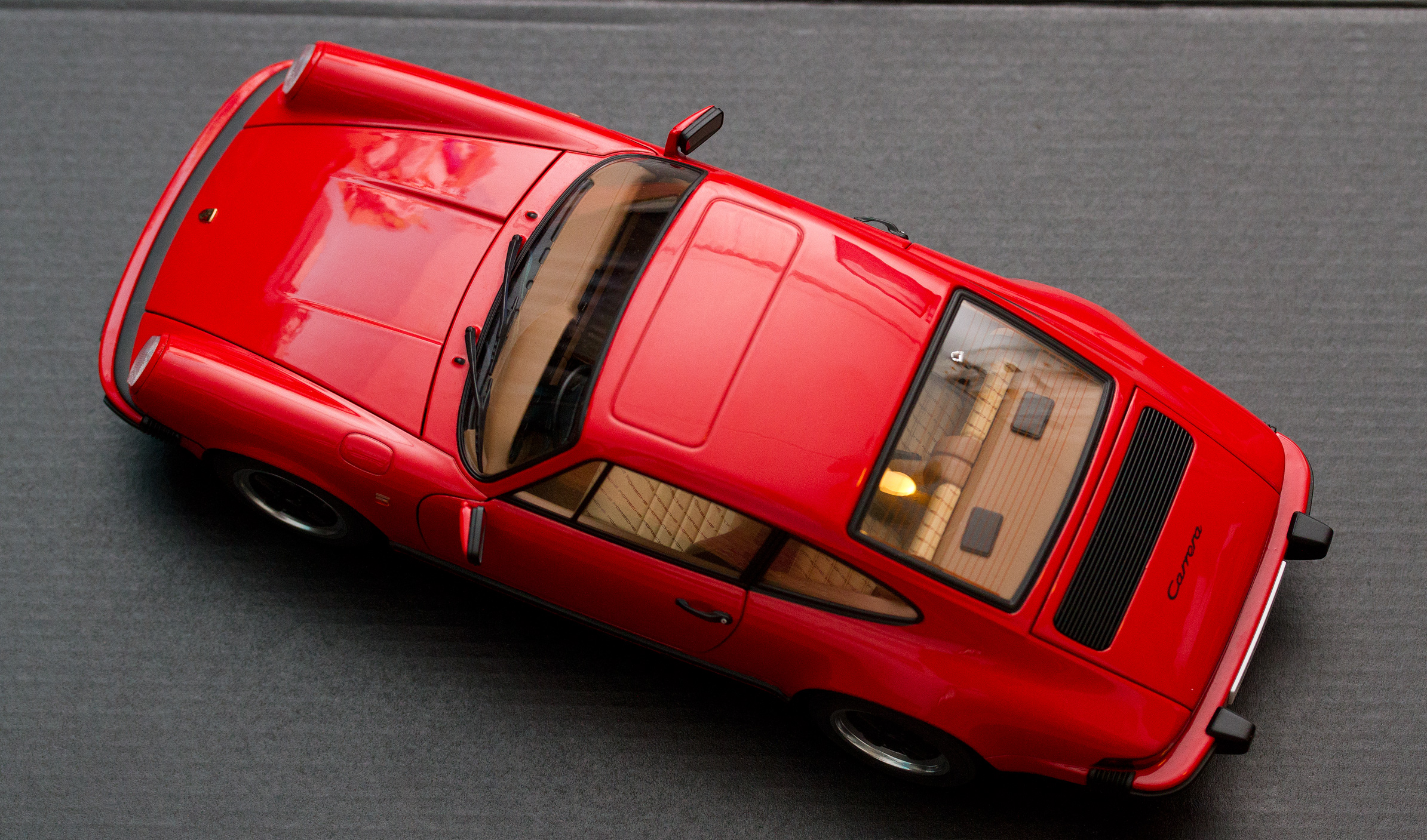
ماکت پورشه کاررا ۱۹۷۰ محصولی دیگر از اتوآرت. به جزئیات دقیق در طراحی پارچه صندلی، آینه‌های بقل، برف پاک کن شیشه جلو و لوگوی قابل تحسین آن توجه کنید.

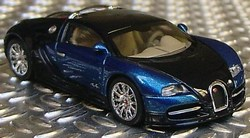
مدلی دیگر، ملکه زیبایی. بوگاتی ویرون

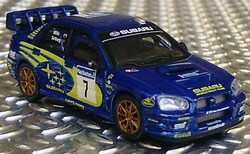
سوبارو ایمپرزا. مدل رالی ۲۰۰۳ که این ماشین قهرمان شد.

اتوآرت بیش از ۴۵ برند خودروسازی (تویوتا، پورشه و…) را در ۹ مقیاس مختلف تولید کرده‌است. اندازه این ماکت‌ها معمولاً از مقیاس ۱:۶۴ شروع می‌شود (طول ۲ تا ۳ اینچ) و در مقیاس ۱:۱۲ (حدود ۱۲ تا ۱۴ اینچ) تمام می‌شود.  چرخ‌ها و لاستیک‌ها، موکت، کمربند ایمنی، دستگیره درها، موتورها، سیستم تعلیق، حتی آفتاب‌گیرها و دمپرهای در/کاپوت/در صندوق‌عقب با جزئیات بی‌نظیری مورد طراحی و ساخت قرار می‌گیرند. به عنوان مثال، در ماکت فورد موستانگ ۱۹۷۱ که توسط این شرکت در مقیاس ۱:۱۸ تولید شده، جزئیات دقیقی از جمله سیم‌کشی موتور، عایق زیر کاپوت، درج‌های دانه‌بندی چوب در درها، رینگ بینظیر که قابل جداسازی از قالپاق اصلی است و همچنین پدال‌های ترمز و گاز با جزئیات واقعی را به نمایش گذاشته‌است.  ماکت جیپ نظامی ویلز(Willys) نیز۱۹۴۱ در مقیاس ۱:۱۸ ساخته این شرکت است و دارای پرچ‌های جوش دقیق، بازتابنده‌های شکل، بیل و تبر چوبی، آنتن شلاقی گره خورده و برچسب‌های داشبورد دوره دقیق است.  دنیس دوتی، یک مرجع که دربارهٔ خودروها، و یکی از همکاران مجله خودروی کلکسیونی، مدل‌های شرکت اتوآرت(AutoArt) را «واقعاً تماشایی» توصیف کرد. 
از مدل‌های اتوآرت مانند خودروهای مسابقه‌ای، اسپرت و… که فوق‌العاده عجیب و غریب هستند، می‌توان به خودروهای سفید، قرمز و آبی بی‌ام‌و 3.0 CSL 1973 و فورد موستانگ رود ریسر(road racer) 2007 که در نمایشگاه استوک نیز حضور داشتند، اشاره نمود. البته اگر به دنبال این نوع ماشین‌ها هستید، منتها کمی ساده‌تر، باید به سراغ ماکت‌های نیو بیتل یا کرایسلر عجیب بروید. همچنین جیپ واگنیر ۱۹۸۹ و پی‌تی کروزر نیز کار شما را راه می‌اندازد.  در مورد سومی، یعنی جیپ واگنیر ۱۹۸۹ اتوآرت، می‌توان چرخ‌های دوره دقیق و واقعی، چراغ‌های راهنما، قفسهٔ سقفی، روکش چوبی وینیل، و در عقب کارکرده روی آن را مشاهده کرد. 
دیگر از نمونه‌های تولیدی اتوآرت، از نمونه‌هایی است که در برنامه و مجله (Hemmings Sports & Exotic Car) مورد بررسی قرار گرفت؛ ماکت لامبورگینی اسپادا ۱۹۷۰ این شرکت بود که این مجله آن را به عنوان انتخاب کردن یک مدل خوب - متمایز از بین کل لامبورگینی کانتیچ‌ها(Countaches) و دیابلو(Diablos) می‌دانست.  همچنین اتوآرت چند ماکت جدید خودروهای امروزی و خودروهای قدیمی را مانند کوروت c7، لامبورگینی ونونو و مازراتی، و هوندا ۱۹۶۵ فرمول ۱ را که در موناکو مسابقه داد تولید کرده‌است. همچنین اتوآرت ماکت اتومبیل‌های مسابقه‌ای غیرعادی را نیز تولید می‌کند که می‌توان از این مدل‌ها، به کن ام و گرند پیک ریسینگز اشاره کرد که اتوآرت از دهه ۶۰ و ۷۰ تصمیم به تولید آن گرفته‌است. اولین سالی که اتوآرت ماکتی را به خط تولید رساند، سال ۱۹۳۸ بود که ماکت بی‌ام‌و ۳۲۸ میلا میگالا مورد تولید قرار گرفت. ماکت‌های آمریکایی فورد کراون ویک و سوبارو imershai (این ماکت از روی خودروی پلیس هامبرساید طراحی شده بود) به همراه تاکسی مرسدس بنز (E220) برلین و تمامی نمونه‌های بالایی، نمونه‌هایی هستند که نشان می‌دهند این شرکت علاوه بر ساخت ماکت‌های خودروی اسپرت یا سدان، ماکت خودروهایی همانند پلیس، تاکسی و…، مسابقه ای، آفرودی (مانند بنز AMG 6×۶)، موتورسیکلت‌های چهار چرخ نیز می‌سازد. علاوه بر این، شرکت اتوآرت به تازگی چند اسکوتر وسپای ایتالیایی نیز تولید کرده‌است.
در بازار کشور استرالیا، ماکت‌های هولدنز و کرایسلر نیز به چشم می‌خورد؛ ماکت‌های خودرو تحت نام شرکت Biante(بیانته) استرالیا در کارخانه اتوآرت در هنگ کنگ که با چندین مدل بسته‌بندی شده، تا سال ۲۰۰۶ تحت دو نام بیانته(Biante) و اتوآرت(AUTOart) منتشر می‌شدند و ماکت‌های تحت عنوان بیانته بسیار کمتر از نام اتوآرت بودند که در اروپا و کشورمان، تنها مدل‌های تحت نام اتوآرت موجود هستند.  شرکت (Biante) متعلق به Trevor Young بود که در سال ۲۰۰۶ درگذشت.
اخیراً، اتوآرت اقدام به تولید ماکت از ماشین‌های فیلم‌ها و سریال‌ها نمود؛ مانند فیلم Mad Max Road Warrior 1973؛ در این فیلم فورد فالکون به رانندگی مل گیبسون رانده می‌شود یا برای مثال، پورشه ۹۱۷ با رانندگی استیو مک کوئین در فیلم LeMans(لو مان) یا تویوتا تروئنو در انیمه نمایشی Initial D. اتوآرت، ماکت خودروهای فوق را در مقیاس ۱:۱۸ ساخت؛ خودروی مد مکس(Mad & Max) نیز در مقیاس ۱:۴۳ توسط اتوآرت عرضه شد.
اتوآرت، به تازگی تولید ماکت‌های کامپوزیتی را شروع کرده‌است. این شرکت معتقد است به جای استفاده بیرونی از دایکست و فلز و استفاده داخلی از کامپوزیت، باید بیرونی کامپوزیتی داشت و درونی دایکستی؛ به این دلیل که در سبک کامپوزیت به سبب نوع آلیاژ به‌کار رفته باعث می‌شوند شکل‌پذیری بهتری نسبت به دایکست انجام شود؛ به همین دلیل است که اتوآرت تصمیم خود را گرفت و ماکت کامپوزیتی پورشه ۹۱۱ و آلفا رومئو را به نمایش رساند. البته ماکت‌های کامپوزیتی بر خلاف عقیده بسیاری، قیمت گران تری نسبت به مدل‌های دایکست دارند. همچنین اتوآرت برای اینکه سبک دایکست را در ماکت‌های کامپوزیتی خود حفظ کند، از چارچوب فلزی استفاده می‌کند و فضای میان کابین و بدنه بیرونی را با آهن متراکم پر می‌کند.

## تبلیغات
مدل‌های اتوآرت که تحت برچسب‌های Gateway/Gate به بازار عرضه می‌شوند، اغلب از برندهای رایج در زمینه‌های مختلف هستند و در فروشگاه‌های خرده‌فروشی و به‌عنوان آگهی‌های تبلیغاتی یافت می‌شوند. به عنوان مثال، هنگامی که برند ساترن (VUE SUV) در اواسط سال ۲۰۰۲ معرفی شد، شرکت جنرال موتورز دست پیش برد و شرکت اتوآرت را برای تبلیغ برند ساترن انتخاب کرد؛ اینگونه شد که اتوآرت برو روی جعبه ماکت‌های خود اتوآرت حتی پا را فراتر گذاشته و این رنگ را برای ماکت ماشین استفاده کرده‌بود. این ماکت‌ها ۶ در و ۴ در بودند و فول بازشو بودند.
علی‌رغم تبلیغاتی با بخش‌های آغازین و امکانات فراوان، یک خط تولید تبلیغاتی سفارشی ماکت‌های ۱:۱۸ سفارش شده از سوی سری Motorsports، به دلیل نداشتن امکانات برای تولید این نوع ماکت، و جزئیات کم و ناراضی کننده، شکست خورده‌است. از آنجایی که این خط تولید به دلیل بودجه کم شکست نخورده مورد انتقاد بسیاری از مردم و هواداران ماکت قرار گرفت. این شرکت نیز بی‌کار نمانده‌است و از محصول خود دفاع کرده و گفته‌است که تیم‌های موتوراسپورت (MotorSport) باید نسبت به عکس‌های اتومبیل‌های خود، از جمله سیستم تعلیق، جزئیات پائینی کابین و نماهای مختلف خودروهایشان وسواس بیشتری به خرج می‌دادند. با این حال و با این دفاعیه، آنها مجبور شدند ماکت‌های سفارش شده توسط شرکت موتوراسپورت را در زمان تایین شده تحویل دهند.

## شکایت علیه اتوآرت
در سال ۲۰۰۴، شکایتی توسط شرکت پائول مدل آرت (Paul's Model Art) یا همان مینیچمپس (Minichamps) کنونی، در دادگاه‌های هنگ کنگ علیه چند شرکت یعنی یو تی مدل (UT Models), Gateway Global(اتوآرت کنونی) و Gateway Hong Kong صورت گرفت که بخش زیادی از دلیل این شکایت، بازاریابی و نحوه تولید ماکت‌های این شرکت آلمانی، یعنی پائول مدل آرت یا مینیچمپس بود. این شرکت آلمانی (پائول مدل آرت) ادعا می‌کرد که حق توزیع انحصاری برخی از مدل‌ها (مانند بنز) را در آلمان را دارد و اتوآرت از روش‌های جدیدی برای دورزدن این معامله که قبلاً بین دو شرکت پائول و اتوآرت صورت گرفته بود استفاده کرده‌است. البته پس از گذشت سال‌ها، همچنان دعوا بین شرکت مادر یعنی Gateway Global یا شرکت کنونی یعنی اتوآرت(AUTOart) و شرکت مادر (paul model art) یا مینیچمپس کنونی (Minichamps) ادامه دارد که البته به نظر می‌رسد در نهایت شرکت اتوآرت پیروز شود.